# Dawson’s Creek
Dawson’s Creek ist eine US-amerikanische Jugendserie, die das Erwachsenwerden von vier Freunden in der fiktiven Kleinstadt Capeside, in der Nähe von Boston, beschreibt. Die Serie wurde erstmals in den Jahren 1998 bis 2003 in den Vereinigten Staaten bei The WB ausgestrahlt und umfasst 128 Episoden.
In sechs Staffeln werden die Beziehungen von Dawson, Joey, Pacey und Jen immer wieder auf eine harte Probe gestellt, sie entfremden sich, schlagen unterschiedliche Lebenswege ein und erkennen doch, dass ihre gemeinsamen Jahre sie aneinanderbinden. Gezeigt werden die letzten Schuljahre sowie die Bemühungen, sich in der Erwachsenenwelt zurechtzufinden. Die Staffeln 1 bis 4 behandeln die Highschooljahre und Staffel 5 und 6 beschäftigen sich mit der Collegezeit. Im Serienfinale findet ein nochmaliger Zeitsprung statt. Die Freunde treffen sich nach fünf Jahren wieder und einer der Haupthandlungsstränge (Joey und ihre Entscheidung zwischen Pacey und Dawson) wird aufgelöst.

## Besetzung und Synchronisation
In der ersten Staffel gab es acht feste Figuren: den titelgebenden Dawson Leery; Dawsons Kindheitsfreundin Joey Potter; Dawsons Kindheitsfreund Pacey Witter; die neue Mitschülerin aus New York Jen Lindley; Dawsons Eltern (Mutter Gail und Vater Mitch Leery); Joeys ältere Schwester Bessie Potter sowie Jen's Großmutter Evelyn ‚Grams‘ Ryan. In der zweiten Staffel kamen die Geschwister Jack und Andie McPhee als wiederkehrende Figuren zur Serie und wurden in den folgenden Staffeln Teil der Hauptbesetzung; obwohl Andie in der fünften Staffel nicht dabei war, trat sie in der sechsten Staffel als Gast auf. In der fünften Staffel wurde Audrey Liddell (Joeys College-Mitbewohnerin) als wiederkehrende Figur eingeführt und in der sechsten Staffel in die Hauptbesetzung aufgenommen.
Die Serie wurde bei der Telesynchron Film in Berlin vertont. Erik Paulsen schrieb die Dialogbücher und führte die Dialogregie.
In der Liste sind die Haupt- und Nebenfiguren mit den entsprechenden Staffeln (und Folgen) verzeichnet:
| Rollenname              | Schauspieler                                          | Deutsche Synchronsprecher                              | Hauptrolle | Nebenrolle    |
| ----------------------- | ----------------------------------------------------- | ------------------------------------------------------ | ---------- | ------------- |
| Dawson Leery            | James Van Der Beek                                    | Gerrit Schmidt-Foß                                     | 1–6        |               |
| Josephine „Joey“ Potter | Katie Holmes                                          | Dascha Lehmann                                         | 1–6        |               |
| Jennifer „Jen“ Lindley  | Michelle Williams                                     | Schaukje Könning                                       | 1–6        |               |
| Pacey Witter            | Joshua Jackson                                        | Dennis Schmidt-Foß                                     | 1–6        |               |
| Evelyn „Grams“ Ryan     | Mary Beth Peil                                        | Luise Lunow                                            | 1–6        |               |
| Bessie Potter           | Nina Repeta                                           | Velia Krause                                           | 1–4        | 5–6           |
| Gail Leery              | Mary-Margaret Humes                                   | Heidi Weigelt                                          | 1–4        | 5–6           |
| Mitch Leery             | John Wesley Shipp                                     | Peter Reinhardt                                        | 1–4        | 5             |
| Andrea „Andie“ McPhee   | Meredith Monroe                                       | Marie Bierstedt                                        | 3–4        | 2             |
| Jack McPhee             | Kerr Smith                                            | Florian Schmidt-Foß                                    | 3–6        | 2             |
| Audrey Liddell          | Busy Philipps                                         | Melanie Hinze                                          | 6          | 5             |
| Doug Witter             | Dylan Neal                                            | Timm Brückner (Staffel 1–3) David Nathan (Staffel 3–6) |            | 1–6           |
| Nellie Oleson           | Nicole Nieth                                          | Bianca Krahl                                           |            | 1             |
| Abby Morgan             | Monica Keena                                          | Andrea Kathrin Loewig                                  |            | 1–2           |
| Tamara Jacobs           | Leann Hunley                                          | Liane Rudolph                                          |            | 1+2           |
| Kristy Livingstone      | Ali Larter (Staffel 1) Nicole Steinwedell (Staffel 6) | Melanie Hinze                                          |            | 1+6           |
| Vincent                 | Joe Flanigan                                          | Thomas Nero Wolff                                      |            | 2 (Folge 4+5) |
| Nicole Kennedy          | Mädchen Amick                                         | Julia Biedermann                                       |            | 2             |
| Chris Wolfe             | Jason Behr                                            | Matthias Hinze                                         |            | 2             |
| Joseph McPhee           | David Dukes                                           | Frank-Otto Schenk                                      |            | 2–4           |
| Adam Kaufman            | Adam Kaufman                                          | John-Alexander Döring                                  |            | 3             |
| Eve Whitman             | Brittany Daniel                                       | Bianca Krahl                                           |            | 3             |
| Howard Green            | Obba Babatundé                                        | Dieter Memel                                           |            | 3             |
| Nikki Green             | Bianca Lawson                                         | Sonja Spuhl                                            |            | 3             |
| Henry Parker            | Michael Pitt                                          | Björn Schalla                                          |            | 3             |
| Buzz Thompson           | Jonathan Lipnicki                                     | Filipe Pirl                                            |            | 3             |
| Gretchen Witter         | Sasha Alexander                                       | Ulrike Stürzbecher                                     |            | 4             |
| Drue Valentine          | Mark Matkevich                                        | Tobias Kluckert                                        |            | 4             |
| Arthur Brooks           | Harve Presnell                                        | Gerhard Paul                                           |            | 4             |
| Charlie Todd            | Chad Michael Murray                                   | Wanja Gerick                                           |            | 5             |
| Todd Carr               | Hal Ozsan                                             | Charles Rettinghaus                                    |            | 5–6           |
| C. J.                   | Jensen Ackles                                         | Julien Haggège                                         |            | 6             |
| Eddie Doling            | Oliver Hudson                                         | Sebastian Schulz                                       |            | 6             |

## Handlung
Die drei Hauptakteure Dawson Leery, Pacey Witter und Joey Potter wachsen in der fiktiven Kleinstadt Capeside auf. Dawson betrachtet beide als „beste Freunde“, während sich Pacey und Joey nicht besonders leiden können. Die Häuser von Dawson und Joey sind durch einen Fluss („Creek“) getrennt. Joey besucht Dawson häufig; sie benutzt dazu allerdings nie die Eingangstür, sondern steigt über eine Leiter in sein Zimmer, das sich im ersten Stock des Hauses befindet.
Mit Beginn der Serie kommt eine weitere Hauptperson hinzu – Jen Lindley, ein Großstadtmädchen aus New York, welches das Leben in New York zu sehr genoss, wurde von seinen Eltern zur Besserung in die Hände seiner Großmutter gegeben. Jen hasst Capeside, findet in dem naiven Dawson allerdings bald ein Objekt der Begierde. Die Gruppe freundet sich schließlich auch mit dem Geschwisterpaar Andie und Jack McPhee an, die zu Beginn der zweiten Staffel nach Capeside kommen.
Die Serie zeigt den Weg durch die Teenagerzeit und den Beginn des Erwachsenenwerdens. Da die Liebe immer wieder in die Gruppe Einzug hält, werden im Laufe der Zeit die Beziehungen untereinander und zueinander komplizierter. Immer wieder wird klar, dass für Dawson in seiner romantisch-verträumten Vorstellung nur Joey als Partnerin in Frage kommt. Dies führt auch dazu, dass viele seiner zukünftigen Beziehungen zum Scheitern verurteilt sind. Als sich Pacey nach einigen Jahren in Joey verliebt, kündigt Dawson seinem besten Freund sogar die Freundschaft. Auch in seiner Familie hat Dawson einiges zu verkraften. Sein perfektes und romantisches Weltbild wird durch eine Affäre seiner Mutter mit einem Arbeitskollegen zerstört. Dies führt so weit, dass sich seine Eltern scheiden lassen.
Dawson muss miterleben, dass seine Eltern getrennte Wege gehen. Seine Mutter nimmt ein vielversprechendes Journalistenangebot außerhalb von Capeside wahr, während sein Vater etwa als Aushilfslehrer und Highschool-Football-Trainer jobbt. Nach einiger Zeit finden beide wieder zusammen und zeugen ein weiteres Kind.
Die Serie hat wiederkehrende Handlungsstränge. So in etwa die ewige Frage, ob Joey und Dawson zueinander finden. Wichtige Szenen finden auch in Dawsons Schlafzimmer statt, in dem Dawson und Joey fernsehen und ihre Gespräche führen.
Die jungen Leute werden regelmäßig auf eine harte Probe gestellt und häufig mit dem Tod konfrontiert. Jen verliert ihren Großvater und später ihre beste Freundin Abby.
Andie und Jack McPhee müssen den Verlust ihres Bruders verkraften. Psychische Probleme bei Andie und der Mutter schaffen Spannungen in den Beziehungen der Jugendlichen bis hin zum vorübergehenden Abschied von Andie nach Italien.
Auch Dawson muss den Tod geliebter bzw. geschätzter Personen verarbeiten, wie den des bewunderten Filmregisseurs Mr. Brooks. Auch stirbt kurz nach der Geburt von Dawsons Schwester Lillian sein Vater Mitch bei einem Autounfall.
Später folgt der Tod des Räubers, der Joey in einer dunklen Gegend von Boston überfallen hatte. Seiner kleinen Tochter gegenüber stellt sie ihn jedoch als Held dar.
Ein häufiges Thema ist die Homosexualität von Jack McPhee, angefangen vom fehlenden Verständnis des Vaters bis hin zur fehlenden Toleranz einiger Bewohner der Kleinstadt. Ebenso wird die Homosexualität von Doug Witter, dem Polizisten in Cape Side, immer wieder von seinem Bruder Pacey thematisiert. Doug streitet dies jedoch stets ab. Am Ende der Serie werden Doug und Jack ein Paar.
Nach der Highschool zerstreuen sich die Freunde in verschiedene Richtungen. Dawson besucht die Filmakademie in Los Angeles, da es seit jeher sein Traum war, Regisseur zu werden. Nach einigen Monaten entdeckt er allerdings, dass der Traum schöner war als die Realität und ihm seine Freunde fehlen. Er verlässt die Filmakademie, siedelt gegen den Willen seiner Eltern nach Boston über, wo seine Freunde studieren und arbeiten, und kämpft dort verbissen weiter um seinen Traum.
Obwohl die Freunde verschiedene Lebenswege einschlagen, bricht der Kontakt niemals ganz ab. Am Ende der Serie treffen sich die Freunde fünf Jahre nach ihrem letzten Treffen noch einmal. Aus Dawson ist ein berühmter Serienregisseur geworden, Pacey und Jack gingen zurück nach Capeside, Joey ist in New York gelandet. Jen ist inzwischen Mutter geworden und stirbt am Ende der Serie. Auf dem Sterbebett bittet sie ihren besten Freund Jack, sich um ihre Tochter zu kümmern.
Joey gesteht sowohl Pacey als auch Dawson ihre Liebe und weiß, dass sie in Dawson einen Seelenverwandten gefunden hat, mit dem sie immer eine besondere Bindung haben wird. Sie beschreibt die Beziehung zu Dawson als rein, romantisch und unschuldig. Jedoch entscheidet sie sich schließlich und letztendlich für Pacey.

## Eckpunkte
Die Serie versucht immer wieder, gesellschaftliche Themen aufzugreifen. So sind die Hauptakteure der Serie Außenseiter, die für sich eine Clique bilden. Dawson ist der verträumte, romantische und vor Idealen strotzende Filmemacher. Seine beste Freundin ist Joey, deren Mutter gestorben ist, während ihr Vater wegen Drogenhandels im Gefängnis sitzt; sie klettert seit Jahren über eine Leiter durch Dawsons Schlafzimmerfenster. Aufgezogen wird sie von ihrer unverheirateten Schwester, die mit einem Afroamerikaner liiert ist und ein Kind hat. Pacey ist das schwarze Schaf der kaputten Familie Witter; er beginnt eine Affäre mit seiner Lehrerin. Jen, das Großstadtmädchen in der Kleinstadt, hat mehr Erfahrung mit Drogen und Sex, als man in ihrem Alter haben sollte. Zu ihnen gesellen sich die psychisch kranke Andie und ihr Bruder Jack, der sich im Verlauf der Serie als homosexuell outet. Das Ganze wird abgerundet durch die streng gläubige Großmutter von Jen, die versucht, sie auf den rechten Weg zu bringen.

## Trivia
- Dawson’s Creek findet Erwähnung in der 13. Folge der 4. Staffel der Serie South Park.
- Das Projekt wurde zuerst bei dem US-Sender Fox vorgetragen. Alle anderen Sendeanstalten lehnten es ab.
- Es gab mehr als 500 Bewerber für die Rolle des Dawson. Alle sagten Kevin Williamson nicht zu, bis James Van Der Beek den Casting-Raum betrat.
- Katie Holmes’ erste große Liebe war ihr Co-Star Joshua Jackson. Beide sind bis heute eng miteinander befreundet.
- Serienerfinder Kevin Williamson schied nach der dritten Staffel – wegen eines Streits mit dem Sender – aus der Serie aus und kehrte erst zum Serienfinale zurück.
- Katie Holmes war die einzige im Ensemble, die in allen 128 Folgen auftrat.
- Die Rolle des Jack McPhee, die von Kerr Smith dargestellt wurde, gilt in den USA bis heute als eine der besten Darstellungen eines Homosexuellen.
- Die 22. Episode der 6. Staffel (Drehtage in Capeside) war eigentlich als Staffelfinale geplant, dann entschied man sich für das zweiteilige Serienfinale.
- Chad Michael Murray, Hilarie Burton, Torrey DeVitto, Lee Norris und Colin Fickes, die alle dem Cast von One Tree Hill angehören, waren vorher Gaststars bei Dawson’s Creek.
- Der Beginn der dritten Staffel war bei Cast und Fans sehr umstritten. Mit dem Weggang der neuen Figur Eve (Brittany Daniel) kehrte die Serie schließlich wieder zu ihren Ursprüngen zurück und versöhnte die Fans mit dem Beginn des Beziehungsdreiecks zwischen Pacey, Joey und Dawson.
- Dawson’s Creek war eine von insgesamt nur drei The-WB-Shows, die das Wort „shit“ enthielten. Die beiden anderen Serien waren Everwood und One Tree Hill.
- Meredith Monroe kehrte zum Serienfinale zurück, nachdem sie die Show in der vierten Staffel verlassen hatte. Die Szenen, in denen Monroes Figur Andie mit Jen (Michelle Williams) und Pacey (Joshua Jackson) zu tun hatte, wurden allerdings geschnitten. Sie sind als Extra auf der letzten DVD-Box enthalten.
- In der siebten Folge der ersten Staffel (Der Frühstücksclub) sagt Pacey (Joshua Jackson), dass er die Mighty-Ducks-Filme „stark“ findet. Jackson hat selbst in den Mighty-Ducks-Filmen mitgespielt.
- In der vierten Staffel überlegen Jack (Kerr Smith) und Jen (Michelle Williams), ob sie in den neuen „Schwulen-Film“ Der Club der gebrochenen Herzen gehen sollen. Kerr Smith hat in diesem Film eine Nebenrolle.
- In drei Folgen der dritten Staffel wurde Will Krudski als Jugendfreund von Pacey eingeführt – das daraus resultierende Spin-off Young Americans brachte es auf geplante acht Folgen in der US-Sommerpause und eine nie ausgestrahlte Pilotfolge. In Deutschland lief diese Serie im Februar 2001 unter dem Originaltitel im Pay-TV, im Juli 2002 unter dem Titel Rawley High – Das erste Semester im Free-TV bei ProSieben.
- Während der deutschen Synchronarbeiten zu Dawson’s Creek arbeiteten die Brüder Dennis (Joshua Jackson) und Gerrit Schmidt-Foß (James Van Der Beek) gemeinsam an der Serie. Ab der zweiten Staffel kam noch der dritte Bruder Florian hinzu, der Kerr Smith synchronisierte. Im Aufnahmestudio war außerdem Dascha Lehmann als deutsche Stimme von Katie Holmes beschäftigt, welche Dennis Schmidt-Foß am 21. August 2001 heiratete.
- Im Film Muppets aus dem All von 1999 sind in einer Szene Joshua Jackson und Katie Holmes zu sehen. Sie meinen, es sei schade, dass Dawson nicht dort sei.